# Émile Allais
Émile Allais (Megève, 25 febbraio 1912 – Sallanches, 17 ottobre 2012) è stato uno sciatore alpino, allenatore di sci alpino e dirigente sportivo francese, tra i più grandi sciatori degli anni trenta e vincitore, tra l'altro, di quattro titoli iridati e di una medaglia olimpica.

## Biografia
Sciatore completo, aveva anche un eccezionale senso del tempo: in ogni fase della gara sapeva valutare la propria posizione, capiva i momenti in cui poteva risparmiarsi e altri in cui doveva affrontare dei rischi. Fu innovativo anche dal punto di vista tecnico, contribuendo alla scomparsa della curva telemark.
Sempre abbronzato, con i capelli un po' lunghi, occhi azzurri, era diventato presto un personaggio sia sulle piste dello sci che fuori. Fu anche il primo campione dello sci francese a ricevere la Legion d'onore.

### Carriera sciistica

#### Stagioni 1935-1936
Allais si dedicò alle competizioni di sci alpino dopo aver concluso il servizio militare, nel 1932; ai Mondiali 1935 vinse due argenti, in discesa libera e in combinata.
L'anno dopo partecipò ai IV Giochi olimpici invernali di Garmisch-Partenkirchen 1936, i primi a prevedere una prova di sci alpino, e conquistò la medaglia di bronzo nella combinata. Si rifiutò di fare il saluto nazista, ma non poté evitare di stringere la mano a Hitler a fine gara. Nella stessa stagione fu 6º nello slalom speciale ai Mondiali di Innsbruck e vinse la combinata del Trofeo del Lauberhorn.

#### Stagioni 1937-1938
Fu il trionfatore della settima edizione dei Mondiali di sci alpino, a Chamonix nel 1937, dove realizzò una tripletta vincendo l'oro in tutte e tre le specialità in programma (discesa libera, slalom speciale e combinata). In discesa vinse con un vantaggio spettacolare di 13 secondi su Giacinto Sertorelli e Maurice Lafforgue, che avevano fatto segnare lo stesso tempo.
Dopo Chamonix, ai Mondiali di Engelberg del 1938 arrotondò il suo bottino di medaglie vincendo l'oro nella combinata e l'argento sia in discesa libera sia in slalom speciale.

### Carriera da allenatore
Nel 1938 pubblicò con P. Gignoux il Manuel officiel d'enseignement ("Manuale ufficiale di insegnamento"), un testo didattico sulle tecniche di discesa. Al nome di Allais è legata anche una "figura" dello slalom speciale consistente nel piazzare quattro porte successive in cui la prima e la terza, la seconda e la quarta, sono poste su due linee verticali affiancate.
Fu allenatore della nazionale francese per sette anni; fondò l'École de Ski Français e si dedicò al miglioramento della sicurezza sulle piste sciistiche.

### Carriera dirigenziale
Dopo la Seconda guerra mondiale si trasferì prima negli Stati Uniti e poi in Cile, dove collaborò all'avvio di stazioni sciistiche quali, rispettivamente, Squaw Valley (futura sede degli VIII Giochi olimpici invernali nel 1960) e Portillo (che ospitò i Campionati mondiali del 1966).
Rientrato in patria nel 1954, fu direttore tecnico delle stazioni sciistiche di Courchevel, La Plagne, Vars e Flaine.

### Altre attività
Durante la Seconda guerra mondiale partecipò alla Resistenza francese, combattendo sulle Alpi. Nel 1944, accompagna Sandro Pertini e i suoi compagni in Italia, attraversando il massiccio del Monte Bianco. Come racconterà Pertini: "Dico che ho fatto tante volte i 4.000 metri, e invece non era vero… c’era Émile Allais, un campione del mondo di sci, che dopo la guerra accenderà la fiaccola olimpica. Mi misero ai piedi delle racchette mai viste prima… e cado testa in giù… Allais mi prende in braccio… Di notte saltammo un crepaccio; lui con gli sci, io legato a lui… Regalo una borraccia d’argento a Emile Allais. Lui va via. Noi scendiamo verso Entrèves" (Fondazione Turati, Archivio Sandro Pertini, “Intervista del Presidente della Repubblica alla Radio Televisione Aosta”, Roma, 18 gennaio 1979).
A carriera finita si trasferì sulla Costa Azzurra ma senza dimenticare la montagna, la neve e lo sci. Superati abbondantemente i 75 anni, inviò a Cervinia la richiesta d'iscrizione ad Azzurrissimo, la gara di sci alpino più lunga del mondo. Morì nel 2012, sette mesi dopo il suo centesimo compleanno.

## Palmarès

### Olimpiadi
- 1 medaglia:
  - 1 bronzo (combinata a Garmisch-Partenkirchen 1936)

### Mondiali
- 8 medaglie:
  - 4 ori (discesa libera, slalom speciale, combinata a Chamonix 1937; combinata a Engelberg 1938)
  - 4 argenti (discesa libera, combinata a Mürren 1935; discesa libera, slalom speciale a Engelberg 1938)